# Степовой сельский совет (Широковский район)
Степовой сельский совет (укр. Степова сільська рада) входит в состав Широковского района Днепропетровской области Украины.
Административный центр сельского совета находится в 
с. Степовое.

## Населённые пункты совета
- с. Степовое
- с. Водяное
- с. Кравцы
- с. Кряжевое
- с. Озёрное
- с. Подовое
- с. Пологи